# 藍内友紀
藍内 友紀（あいうち ゆうき）は、日本の小説家、SF作家。京都府京都市生まれ。京都育ち。

## 経歴・人物
2012年（平成24年）、ササクラ名義で投稿した「緋色のスプーク」で、第5回BOX-AiR新人賞を受賞しデビュー。ササクラ名義にて著書『緋色のスプーク』、『アジュアの死神』（講談社BOX）を上梓、および電子文芸雑誌『BOX-AiR』36号から41号に「ガンメタル・グレイエリア」を連載。2017年（平成29年）には、愛内 友紀名義で投稿した「スターダスト・レイン」が第5回ハヤカワSFコンテストで最終候補作となり、同作を『星を墜とすボクに降る、ましろの雨』に改題し、刊行している。

## 作品リスト

### 単行本
- 『緋色のスプーク』（ササクラ名義、講談社BOX、2012年5月）ISBN 9784062838016
- 『アジュアの死神』（ササクラ名義、講談社BOX、2013年11月）ISBN 9784062838542
- 『星を墜とすボクに降る、ましろの雨』（藍内名義、ハヤカワ文庫JA、2017年11月）ISBN 9784150313159
- 『芥子はミツバチを抱き』（藍内名義、KADOKAWA、2023年4月）ISBN 9784041136065
- 『天使と石ころ』（藍内名義、早川書房、2024年2月）ISBN 9784152103116

### 雑誌掲載作品
（ササクラ名義）
- 「アジュアの死神」：『BOX-AiR』第26号（2013年5月）- 第27号（2013年6月）（講談社）
- 「ガンメタル・グレイエリア」：『BOX-AiR』第36号(2014年3月) - 第41号（2014年8月）（講談社）

（藍内友紀名義）
- 「夢みるお皿」（エッセイ）：『小説すばる』2023年8月号（集英社）
- 「星くずの道」：『ミステリマガジン』2024年3月号（早川書房）

### アンソロジー収録作品
（ササクラ名義）
- 「顔ナシの鏡」：『5分後に起こる恐怖 世にも奇妙なストーリー 呪いの螺旋』（西東社、2019年8月）
- 「いつきちゃんの庭」：『5分後に起こる恐怖 世にも奇妙なストーリー 呪いの螺旋』（同上）
- 「形見の音」：『5分後に起こる恐怖 世にも奇妙なストーリー 呪いの螺旋』（同上）
- 「守りの蔵」：『5分後に起こる恐怖 世にも奇妙なストーリー 呪いの螺旋』（同上）
- 「かえさずの指輪」：『5分後に起こる恐怖 世にも奇妙なストーリー 呪いの螺旋』（同上）